# Nelguessé

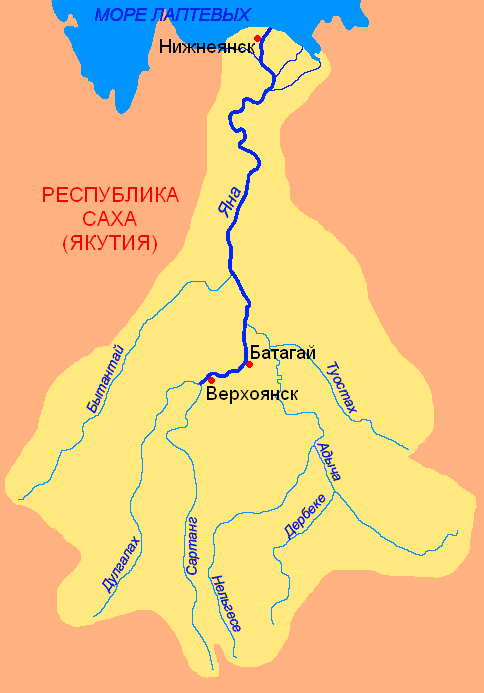
Les affluents de l’Adytcha.

Le Nelguessé (en russe : Нельгесе ou Нэлгэсэ ; en iakoute : Нэльгэһэ) est une rivière de Russie qui coule en Sibérie orientale, au nord-est de la république de Sakha (ou Iakoutie). Long de 566 kilomètres, c’est le plus important des affluents de l’Adytcha qu'il rejoint en rive gauche. 
Il prend sa source dans les monts de Verkhoïansk, traverse le plateau de Yana en direction du nord - nord-est, et se jette dans l'Adytcha un peu au nord du cercle polaire ; il ne traverse aucune localité.
Le bassin versant du Nelguessé couvre 15 200 km2 ; il a de nombreux affluents : les principaux sont le Sordong et le Kordekan, dont la longueur dépasse 100 km. Il gèle de septembre - début octobre jusqu'à la fin du mois de mai ou au début du mois de juin.